# Alberto Comazzi
Alberto Comazzi (né le 16 avril 1979 à Novare en Italie) est un footballeur italien. 